# Reihenschieber
Der Reihenschieber wurde 1957 von der Zentralstelle für das Chiffrierwesen in Bonn in Zusammenarbeit mit der Abteilung des Bundesnachrichtendienstes in Mehlem und der Fernmeldedienststelle der Bundeswehr entwickelt. Hiermit sollte der dringende Bedarf der 1956 gegründeten Bundeswehr nach einem neuen Verschlüsselungsverfahren erfüllt werden. Deutschland war es nach dem Zweiten Weltkrieg verboten worden, eigene Verschlüsselungssysteme zu entwickeln, daher mussten sie die Systeme C-52 und CD-57 von Hagelin nutzen. Das System sollte Zahlenreihen generieren, die zur Verschlüsselung und Entschlüsselung von Nachrichten genutzt wurden.
Vom Konstruktionsprinzip her liegt es zwischen Vigenère-Verschlüsselung und One-Time-Pad. Sender und Empfänger der Nachricht benötigen baugleiche Reihenschieber mit identischen Einstellungen. Das wie ein Rechenschieber aussehende Gerät verwendete 26 Vierkantstäbe, die auf alle vier Seiten Ziffern trugen, von denen 10 eingesteckt wurden. Je nachdem, in welcher Reihenfolge die Stäbe eingesteckt wurden und mit welcher Seite nach oben und wie weit, ergaben sich unterschiedliche Kombinationen. Mit einer Schablone wurden die so ermittelten Ziffern abgelesen und diese als Verschlüsselungsziffern für den One-Time-Pad verwendet. Bei häufigem Wechsel der Stäbe wurde das Verfahren auch 2008 noch als sicher eingeschätzt.
Der Reihenschieber wurde bald wieder außer Betrieb genommen, da die manuelle Codierung und Decodierung der Nachricht sehr aufwendig war. 1992, nach der üblichen Sperrfrist von 30 Jahren, wurden die Informationen freigegeben. Das ZCO (Zentrales Chiffrierorgan der DDR) war schon 1960 über das Verfahren informiert. Allerdings wusste die DDR nur, dass das Verfahren in „zweitrangigen Chiffrierverkehren, das sind Verkehre, bei denen die übermittelten Nachrichten nicht mehr von solch grundsätzlicher Bedeutung sind, daß ihre Geheimhaltung für eine längeren Zeitraum gewährleistet sei muß“ „in bestimmten Bundeswehrverbindungen“ eingesetzt wurde. Das einfache Handschlüsselgerät, „für das es anderswo keine Parallele gibt“ wurde durch das Spruchschlüsselgerät H‑54 von Rudolf Hell abgelöst.